# International Journal of Industrial Engineering and Management
International Journal of Industrial Engineering and Management - IJIEM је међународни академски часопис, индексиран у SCOPUS бази, у коме се објављују рецензирани радови од стране истакнутих научника у подручју индустријског инжењерства и менаџмента. Рангиран је као часопис националног значаја. Издаје га Факултет техничких наука Универзитета у Новом Саду, Департман за индустријско инжењерство и менаџмент.

## О часопису
Има две врсте издања, редовна и специјалне бројеве тематски повезаних радова. Редовна издања се обликују од пристиглих радова без позива. Специјална издања се објављују са радовима по позиву гостујућег уредника на одређену тему или у пратњи одређеног догађаја. IJIEM даје допринос развоју научне области индустријског инжењерства и менаџмента и представља место спајања академског и апликативног знања са јасно дефинисаним научним доприносом објављених резултата истраживања. Сврха часописа је да објављује теоријске прегледне радове, оригинална и значајна истраживања, техничке и методолошке моделе примене резултата истраживања и студије случаја које се баве свим аспектима индустријског инжењерства и инжењерског менаџмента, као и емпиријских чланака који ће унапредити разумевање индустријског инжењерства и инжењерског менаџмента.

## Историјат
Први број часописа издат је у децембру 1998. године под називом Industrial Systems - Индустријски системи (Vol.1 No.1), као пратећи часопис међународне научне конференције Индустријски системи. Главни и одговорни уредник је био проф. др Драгутин Зеленовић. Друго издање часописа (Vol.1 No.2), објављено је у децембру 1999. године. Године 2010. часопис, након паузе, излази под новим називом International Journal of Industrial Engineering and Management- IJIEM. Подручје индустријског инжењерства и менаџмента се на Факултету техничких наука развија од 60тих година, прво у оквиру Катедре за организацију и унапређење процеса рада, затим Института за индустријске системе, а од 1999. године, у оквиру Департмана за индустријско инжењерство и менаџмент у који је прерастао. Основу развоја свих јединица у развојној историји представљају три стуба: научно истраживање, образовање и примена у привреди. Часопис IJIEM представља основни простор за комуникацију истраживача, размену искустава и истраживачких резултата.

## Периодичност излажења
Квартално /четири пута годишње са могућношћу издавања специјалних бројева.

## Чланови уредништва
Почасни уредник је др Драгутин Зеленовић, академик
Главни и одговорни уредник је др Угљеша Марјановић
- Борут Бухмајстер, Универзитет у Марибору, Словенија
- Бранислав Боровац, Универзитет у Новом Саду, Нови Сад, Србија
- Бранислав Јеремић, Универзитет у Крагујевцу, Крагујевац, Србија
- Бранко Каталинић, Технички универзитет у Бечу, Беч, Аустрија
- Валентина Гечевска, Универзитет у Скопљу, Скопље, Македонија
- Гордана Остојић, Универзитет у Новом Саду, Нови Сад, Србија
- Драган Шешлија, Универзитет у Новом Саду, Нови Сад, Србија
- Драгана Бечејски Вујаклија, Универзитет у Београду, Београд, Србија
- Душан Шормаз, Охајо Стејт Универзитет, Атхенс, САД
- Иван Бекер, Универзитет у Новом Саду, Нови Сад, Србија
- Илија Ћосић, Универзитет у Новом Саду, Нови Сад, Србија
- Лари Елвуд, Универзитет у Галвеју, Галвеј, Ирска
- Никола Градојевић, Лејкхед универзитет, Онтарио, Канада
- Радо Максимовић, Универзитет у Новом Саду, Нови Сад, Србија
- Стеван Станковски, Универзитет у Новом Саду, Нови Сад, Србија
- Франко Ломбарди, Универзитет у Торину, Торино, Италија
- Франц Чуш, Универзитет у Марибору, Марибор, Словенија
- Yосхихико Накамура, Универзитет у Токију, Токијо, Јапан

## Електронски облик часописа
Часопис је у отвореном приступу.

## Индексирање у базама података
- SCOPUS